# Ha-Zorea
Ha-Zorea (hebrejsky הזורע‎, v oficiálním přepisu do angličtiny HaZorea) je vesnice typu kibuc v Izraeli, v Severním distriktu, v oblastní radě Megido.

## Geografie
Leží v nadmořské výšce 65 m, na pomezí Jizre'elského údolí a svahů planiny Ramat Menaše. Severovýchodně od obce pak Jizre'elským údolím protéká řeka Kišon, do které skrz vesnici prochází vádí Nachal ha-Šofet s přítoky Nachal Sanin a Nachal ha-Šnajim. Jižně od obce pak do údolí ústí vádí Nachal Gachar. V krajině západně od obce stojí zalesněné kopce Giv'at Miš'ol nebo Tel Kira, na jihu je to vrch Har Gachar. Na okraji izre'elského údolí se nalézá pahorek Tel Zarik.
Vesnice tvoří společně se sousední mošavou Jokne'am sídelní pás, který lemuje jihozápadní okraj Jizre'elského údolí. Tato dvě původně převážně zemědělská sídla jsou pak navíc urbanisticky propojena se sousedním městem Jokne'am.
Nachází se přibližně 72 km severovýchodně od centra Tel Avivu a 22 km jihovýchodně od centra Haify. Vesnici ha-Zorea obývají Židé, přičemž osídlení v tomto regionu je etnicky převážně židovské. 6 km severozápadním směrem odtud ovšem na hřbetu horského masivu Karmel leží drúzská sídla.
Na dopravní síť je vesnice napojena pomocí dálnice číslo 70, jež vede směrem k pobřeží Středozemního moře, a dálnice číslo 66, která sleduje jihozápadní okraj Jizre'elského údolí.

## Dějiny

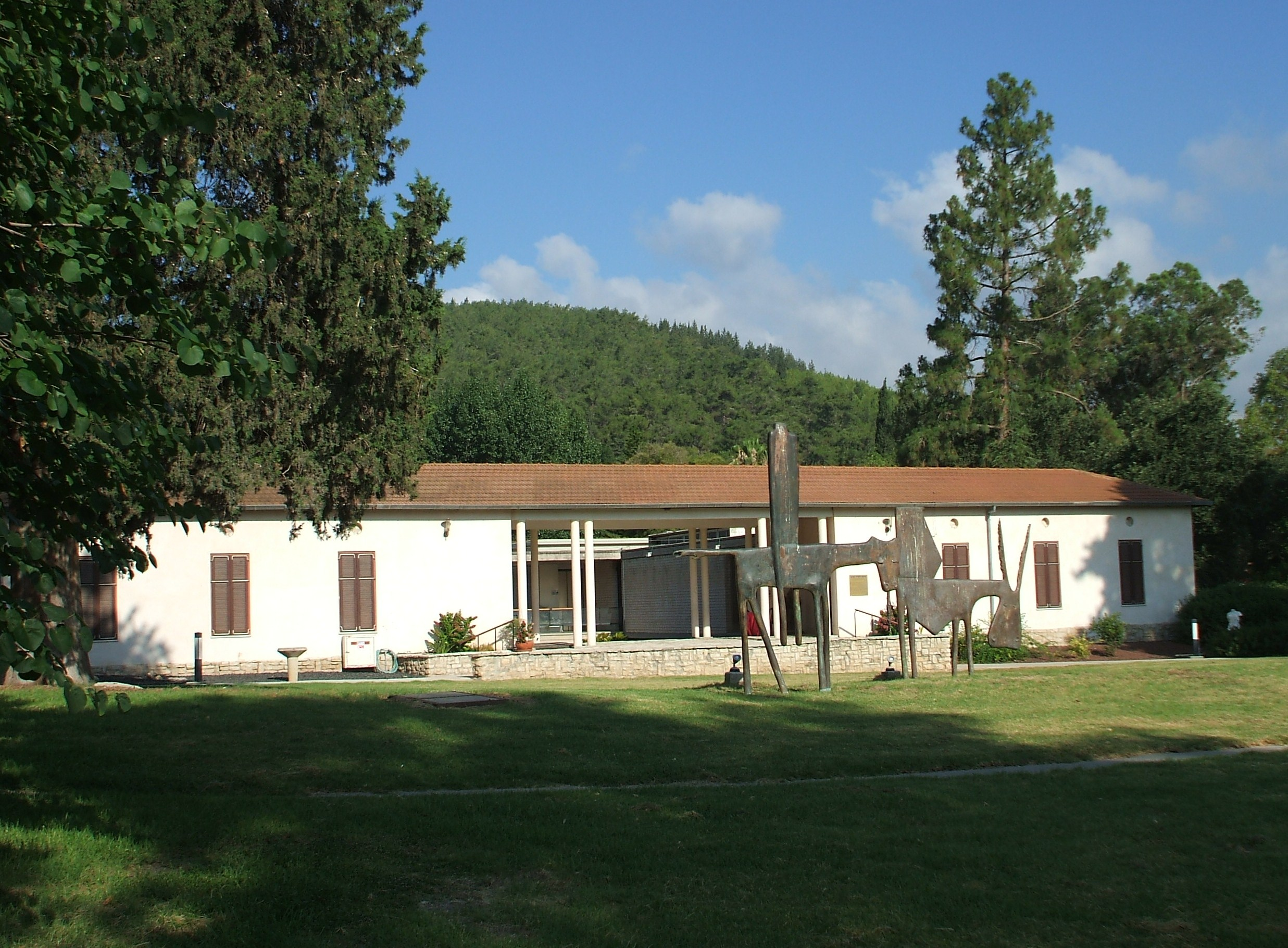
Muzeum v ha-Zorea

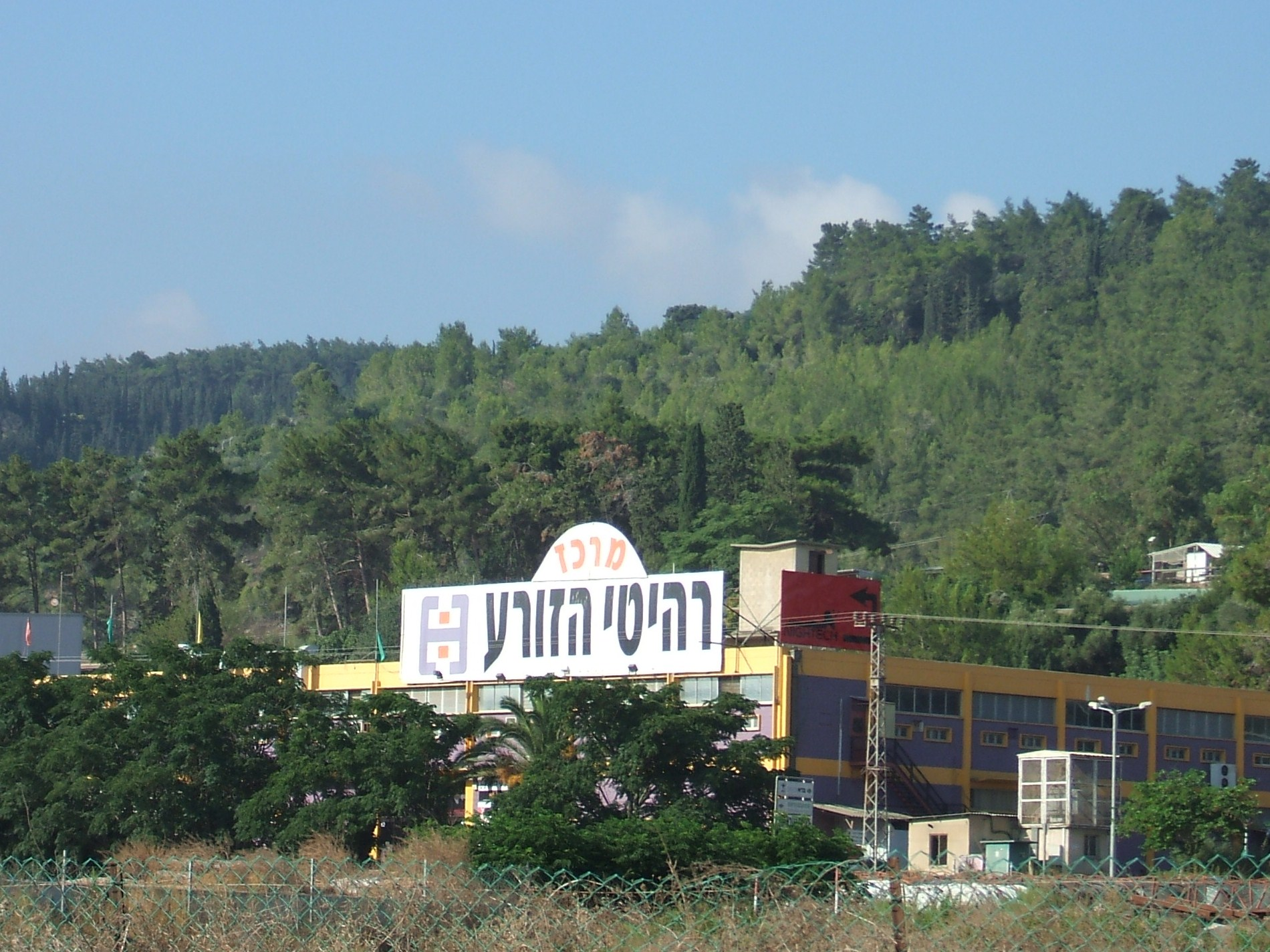
Nábytkářská firma v ha-Zorea

Obec ha-Zorea byla založena roku 1936. Jejími zakladateli byla skupina cca 70 židovských přistěhovalců z Německa. Tato skupina se zformovala ve městě Chadera a roku 1936 se usadila zde. Zpočátku byla terčem opakovaných útoků během arabského povstání, které roku 1936 v tehdejší britské Palestině vypuklo. V době před vznikem státu Izrael byl tento kibuc jedním z center elitních židovských jednotek Palmach.
Koncem 40. let 20. století měl kibuc ha-Zorea rozlohu katastrálního území 2 990 dunamů (2,99 km²).
Jde o jeden z nejlidnatějších kibuců v Izraeli. Ekonomika je založena na zemědělství a průmyslu (například továrna na výrobu nábytku). Funguje tu i obchodní zóna. V obci je situováno také muzeum, které připomíná Wilfrida B. Israele, který pomáhal ve 40. letech organizovat židovskou emigraci z nacistické Evropy.
V obci funguje zařízení předškolní péče o děti a základní škola.

## Demografie
Obyvatelstvo ha-Zorea je sekulární. Podle údajů z roku 2014 tvořili populaci v kibucu ha-Zorea Židé (včetně statistické kategorie „ostatní“, která zahrnuje nearabské obyvatele židovského původu ale bez formální příslušnosti k židovskému náboženství).
Jde o menší sídlo vesnického typu s dlouhodobě stagnujícím počtem obyvatel. K 31. prosinci 2014 zde žilo 843 lidí. Během roku 2014 populace stoupla o 0,7 %.
| Rok            | 1948 | 1961 | 1972 | 1983 | 1995 | 2001 | 2003 | 2004 | 2005 | 2006 | 2007 | 2008 | 2009 | 2010 | 2011 | 2012 | 2013 | 2014 |
| -------------- | ---- | ---- | ---- | ---- | ---- | ---- | ---- | ---- | ---- | ---- | ---- | ---- | ---- | ---- | ---- | ---- | ---- | ---- |
| Počet obyvatel | 483  | 510  | 730  | 946  | 963  | 930  | 926  | 917  | 903  | 901  | 897  | 913  | 832  | 827  | 852  | 859  | 837  | 843  |